# Prélude et Allegro

Le Prélude et Allegro, sous-titré dans le style de Pugnani, est une œuvre en mi mineur pour violon et piano du violoniste et compositeur autrichien Fritz Kreisler (1875-1962). 

## Histoire
Ce morceau, créé en 1910, a longtemps été attribué par Kreisler lui-même au compositeur baroque Gaetano Pugnani (1731-1798). Il s'agit là de l'un des canulars musicaux dont il était coutumier. 
Kreisler commença vers 1905 à jouer en concert certaines de ses partitions en les attribuant à des musiciens du XVIIIe siècle, parmi lesquels Martini et Vivaldi, et la supercherie ne fut dévoilée qu'en 1935,. Préparant une conférence-récital, Olin Downes, le musicologue du New York Times, avait enquêté sur les origines du Prélude et Allegro, ce qui avait contraint Kreisler à avouer le subterfuge. Le scandale fit grand bruit parmi les mélomanes du monde entier.
Une première alerte avait eu lieu en 1923, alors que Fritz Kreisler interprétait cette œuvre « de Pugnani » à l'Opéra de Paris : depuis le premier rang, Vincent d'Indy le menaça du doigt et Kreisler crut la ruse éventée. Mais d'Indy lui expliqua plus tard la raison de son geste en ces termes : « Pugnani n'aurait pas joué l'Allegro dans ce tempo-là. »
Le Prélude et Allegro reste néanmoins l'une des partitions les plus connues de Kreisler, ainsi qu'un grand classique de l'art, de l'histoire et de la technique du violon en raison de la virtuosité et du vibrato particuliers qu'exige sa maîtrise.

## Description
Le Prélude et Allegro comprend deux parties distinctes. La première (Prélude), d'un rythme soutenu, ralentit peu à peu puis retrouve sa vivacité à mesure qu'approche son finale. La seconde (Allegro) est marquée par une rapidité du violon en contraste avec le registre de basse du piano. La durée totale de l'exécution se situe habituellement entre 5 et 6 minutes.
L'influence de la musique baroque du temps de Pugnani, l'auteur « officiel », se mêle à celle de la musique romantique, reconnaissable à ses longs phrasés sinueux.
Le style de Kreisler en tant que compositeur répond ici à son style d'interprétation : la fluidité du mouvement, l'absence d'effort apparent, l'importance du vibrato dans les passages lents comme dans l'accélération, les intonations « à la viennoise » sont des caractéristiques qui transparaissent aussi bien dans son jeu que dans les cadences du Prélude et Allegro.
Si le Prélude et Allegro est conçu pour permettre à Kreisler de montrer sa virtuosité, il est également destiné à l'enregistrement : Kreisler a assisté aux débuts de la musique enregistrée et il y a participé en écrivant de nombreuses pièces qui tiennent compte des possibilités et des limites techniques de l'époque. Cependant, s'il a souvent joué le Prélude et Allegro en public, il ne l'a jamais enregistré, contrairement à la plupart de ses autres œuvres,.